# ¡Tré!
| Recensione           | Giudizio |
| -------------------- | -------- |
| AllMusic             |          |
| Alternative Press    |          |
| Entertainment Weekly | B+       |
| Rolling Stone        |          |

¡Tré! è l'undicesimo album in studio del gruppo musicale statunitense Green Day, pubblicato il 7 dicembre 2012 dalla Reprise Records.
Assieme a ¡Uno! e ¡Dos!, fa parte di una trilogia di album annunciata dal gruppo l'11 aprile 2012, pubblicata fra settembre e dicembre 2012.

## Registrazione e pubblicazione
Il 14 febbraio 2012 il frontman Billie Joe Armstrong ha annunciato sul suo profilo Twitter: "Buon San Valentino! Oggi abbiamo iniziato ufficialmente a registrare il nuovo disco. Era ora!!!!". Lo stesso giorno sul canale YouTube dei Green Day, è stato pubblicato un video intitolato 2/14/2012 Day One, nel quale si vedono alcune sequenze in cui il gruppo sta registrando.
L'11 aprile 2012 il gruppo ha pubblicato un video su YouTube ed un articolo sul proprio sito web, nei quali annuncia la pubblicazione di una trilogia composta da tre album: ¡Uno!, ¡Dos! e ¡Tré!, pubblicati rispettivamente il 25 settembre, 13 novembre (anticipato al 12 novembre) 2012 e 15 gennaio 2013 (anticipato al 7 dicembre 2012). Il teaser di ¡Tré! è uscito il 28 giugno su YouTube, con l'immagine della copertina che vede Tré Cool protagonista, mentre il 7 dicembre è uscito il trailer ufficiale nel quale ci sono le anteprime di Dirty Rotten Bastards, X-Kid e 99 Revolutions

## Stile musicale e temi
Billie Joe Armstrong disse riguardo alla trilogia: "¡Uno! avrà un carattere power pop, il secondo uno stile garage rock, mentre ¡Tré! sarà epico. Nel primo album ti prepari ad andare alla festa, nel secondo sei nel pieno della festa e nel terzo devi ripulire tutto il disordine lasciato." ¡Tré! è più orientato verso il rock da stadio ed è caratterizzato da un suono più imponente, completo di arrangiamenti e sessioni con strumenti in ottone. Armstrong ha inoltre spiegato che l'atmosfera di ¡Tré! segue il suono oscillante dell'originale punk rock derivato da Dookie e Insomniac, gli elementi sperimentali di Nimrod e Warning e per finire il rock opera di American Idiot e 21st Century Breakdown.
Rob Cavallo ha detto che «Volevano tornare alla semplicità di Dookie. Abbiamo anche voluto tornare nell'epoca pre-Dookie, al nostro amore per il rock and roll degli anni cinquanta e sessanta». Armstrong ha anche dichiarato che ¡Tre! sarebbe stato l'album più ambizioso della trilogia. Egli ha anche affermato che il brano di apertura dell'album: Brutal Love unisce glam rock, doo-wop e soul. Dirty Rotten Bastards è il modo in cui i Green Day «arrivano in ogni parte», secondo Armstrong. «Volevamo fare qualcosa di simile a Jesus of Suburbia (da American Idiot) o un b-side di Abbey Road dei The Beatles».
La canzone X-Kid è principalmente dedicata ad un amico della band che si è tolto la vita nel 2010, ma tocca anche il tema del diventare adulti ed accettarne tutte le conseguenze. Armstrong, riguardo al suo amico, ha detto:
La canzone A Little Boy Named Train è dedicata ad un compagno di classe di Joey, primo figlio di Billie Joe; questo ragazzo si chiamava Train e aveva due donne come genitori, in quanto una delle due è nata ermafrodita. Questa canzone rappresenta la crisi di identità sessuale ma anche personale. La canzone Amanda è dedicata ad una ex ragazza di Billie Joe; diversamente da quanto si crede, è lei la protagonista della canzone She e non Adrienne. Billie Joe durante un concerto spiega il tutto: «Sapete ci sono queste persone, tipo il vostro primo amore, che tutto a un tratto diventano un sogno ricorrente. A me è capitato di avere questo sogno ricorrente ed è iniziato con una canzone chiamata She e poi si è trasferito in un'altra canzone chiamata Stuart and the Ave e poi questo sogno è ricomparso in American Idiot in una canzone chiamata Whatsername. Ma ora si è rifatto vivo e allora mi sono detto: Fanculo! Questa volta dirò il nome della ragazza. Maledizione è una cosa di 19 anni fa! Questa canzone si chiama Amanda.» Sempre al riguardo, durante un'intervista Billie Joe ha detto di aver scritto Amanda «da una prospettiva del tipo Ok ora siamo adulti! Lei ha dei bambini e un marito e io ho la mia famiglia. È un po' come chiedere come stai? Come te la passi? Abbiamo avuto un'occasione per incontrarci e parlare un po'.» La canzone The Forgotten fa parte della colonna sonora del film The Twilight Saga: Breaking Dawn - Parte 2.

## Tracce
Testi di Billie Joe Armstrong, musiche di Green Day, eccetto Brutal Love scritta da Billie Joe Armstrong e Sam Cooke.
1. Brutal Love – 4:54
2. Missing You – 3:43
3. 8th Avenue Serenade – 2:36
4. Drama Queen – 3:07
5. X-Kid – 3:41
6. Sex, Drugs & Violence – 3:31
7. A Little Boy Named Train – 3:37
8. Amanda – 2:28
9. Walk Away – 3:45
10. Dirty Rotten Bastards – 6:26
11. 99 Revolutions – 3:49
12. The Forgotten – 4:58

## Formazione
- Billie Joe Armstrong – voce, chitarra
- Jason White – chitarra, cori
- Mike Dirnt – basso, cori
- Tré Cool – batteria

## Classifiche
| Classifica (2012)          | Posizione massima |
| -------------------------- | ----------------- |
| Australia                  | 22                |
| Austria                    | 8                 |
| Belgio (Fiandre)           | 36                |
| Belgio (Vallonia)          | 57                |
| Canada                     | 22                |
| Danimarca                  | 38                |
| Finlandia                  | 41                |
| Francia                    | 80                |
| Germania                   | 17                |
| Giappone                   | 10                |
| Italia                     | 17                |
| Messico                    | 44                |
| Norvegia                   | 20                |
| Nuova Zelanda              | 16                |
| Paesi Bassi                | 30                |
| Regno Unito                | 31                |
| Regno Unito (rock & metal) | 2                 |
| Repubblica Ceca            | 37                |
| Spagna                     | 41                |
| Stati Uniti                | 13                |
| Stati Uniti (alternative)  | 2                 |
| Stati Uniti (rock)         | 3                 |
| Svezia                     | 30                |
| Svizzera                   | 14                |
| Ungheria                   | 9                 |